# The Pugilist and the Girl
The Pugilist and the Girl è un cortometraggio muto del 1912 prodotto dalla Kalem Company e diretto da Pat Hartigan.

## Produzione
Il film, prodotto dalla Kalem Company, fu girato a Santa Monica.

## Distribuzione
Distribuito dalla General Film Company, il film - un cortometraggio di una bobina - uscì nelle sale cinematografiche statunitensi il 7 giugno 1912.